# Gábor Kőhalmi
Gábor Kőhalmi (ur. 31 października 1955 w Szombathely) – węgierski piłkarz występujący na pozycji obrońcy, reprezentant kraju.

## Życiorys
Seniorską karierę rozpoczynał w 1972 roku w Szombathelyi Haladás VSE. Rok później został zawodnikiem Budapesti Honvéd SE. W NB I zadebiutował 19 sierpnia 1973 roku w wygranym 4:1 spotkaniu z Szegedi EOL SC. Do 1977 roku rozegrał w Honvédzie 17 ligowych spotkań, wystąpił także w przegranym 0:3 meczu z Szachtarem Donieck w ramach Pucharu UEFA 20 października 1976 roku. W sezonie 1977/1978 grał na wypożyczeniu w Csepel SC, po czym przeszedł do tego klubu na zasadzie transferu definitywnego. W sezonie 1978/1979 spadł z klubem do NB II, a sezon później powrócił do najwyższej klasy rozgrywkowej. W 1983 roku rozegrał dwa mecze w reprezentacji w ramach eliminacji do Mistrzostwa Europy 1984: z Danią (1:0) i Grecją (2:2). W 1984 roku zakończył karierę. Ogółem rozegrał 193 mecze w NB I.
Jest ojcem Andrása, także piłkarza.

## Statystyki ligowe
| Sezon     | Klub                     | Liga   | Mecze | Gole |
| --------- | ------------------------ | ------ | ----- | ---- |
| 1972/1973 | Szombathelyi Haladás VSE | NB I/B | 2     | 0    |
| 1973/1974 | Budapesti Honvéd SE      | NB I   | 6     | 0    |
| 1974/1975 | Budapesti Honvéd SE      | NB I   | 0     | 0    |
| 1975/1976 | Budapesti Honvéd SE      | NB I   | 6     | 0    |
| 1976/1977 | Budapesti Honvéd SE      | NB I   | 5     | 0    |
| 1977/1978 | Csepel SC                | NB I   | 32    | 0    |
| 1978/1979 | Csepel SC                | NB I   | 21    | 0    |
| 1979/1980 | Csepel SC                | NB II  | ?     | ?    |
| 1980/1981 | Csepel SC                | NB I   | 33    | 1    |
| 1981/1982 | Csepel SC                | NB I   | 33    | 1    |
| 1982/1983 | Csepel SC                | NB I   | 27    | 0    |
| 1983/1984 | Csepel SC                | NB I   | 30    | 1    |